# Wacław Gumiński

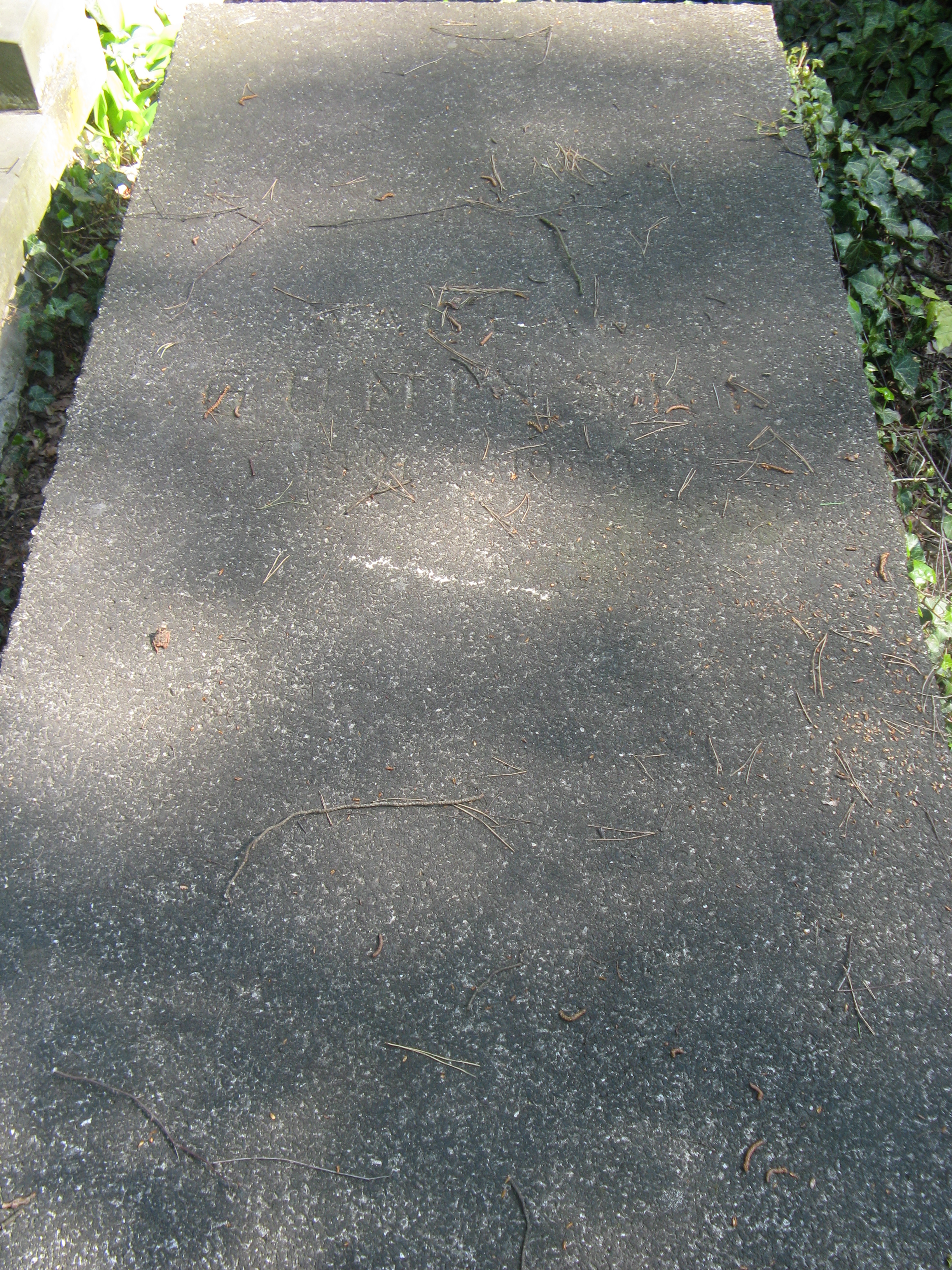
Grób Wacława Gumińskiego na Cmentarzu Wojskowym na Powązkach

Wacław Gumiński (ur. 25 września 1891 w Warszawie, zm. 25 stycznia 1969 tamże) – polski kolejarz, działacz związkowy i polityczny, poseł na Sejm Ustawodawczy (1947–1952) oraz na Sejm PRL I kadencji (1952–1956). 

## Życiorys
W 1905 wziął udział w strajku szkolnym. Rok później związał się z SDKPiL. Pracował w Kolei Warszawsko-Wiedeńskiej jako elew, kancelista i magazynier. W czasie I wojny światowej przebywał w Rosji – pracował na dworcach w Połocku i Wielkich Łukach. W 1918 włączył się do działalności związkowej; działacz Związku Zawodowego Kolejarzy (ZZK). W wolnej Polsce zatrudniony w DOKP w Warszawie.
W czasie II wojny światowej pracował jako bileter na Dworcu Głównym w stolicy. W 1944 walczył w powstaniu warszawskim, po czym został wywieziony do obozu w Pruszkowie. W kwietniu 1945 znalazł się na Warmii, gdzie zasiadł w Mazurskiej Radzie Narodowej (WRN). Był wicenaczelnikiem Wydziału Dyrekcji PKP w Olsztynie. 1945–1947 członek egzekutywy i sekretarz Komitetu Wojewódzkiego (KW) PPR w Olsztynie. W 1947 uzyskał mandat posła na Sejm Ustawodawczy z okręgu Biskupiec. Zasiadł w Komisji Komunikacyjnej. Od 1947 przewodniczący Wojewódzkiej Komisji Kontroli Partyjnej (WKKP). W 1952 ponownie dostał się do Sejmu (z okręgu Olsztyn) – był członkiem Rady Seniorów oraz Komisji Komunikacyjnej i Łączności. Po 1955 pracował jako dyrektor generalny Transportu Drogowego i Lotniczego w Ministerstwie Komunikacji. 
Pochowany na Cmentarzu Wojskowym na Powązkach (kwatera C2-8-2).

## Ordery i odznaczenia
- Order Sztandaru Pracy II klasy
- Złoty Krzyż Zasługi (20 lipca 1946)[2]
- Złota Odznaka Honorowa ZZK